# Cedric Bixler-Zavala
Cedric Bixler-Zavala (ur. 4 listopada 1974) – amerykański piosenkarz, wokalista takich zespołów jak At the Drive-In i The Mars Volta.

## Życiorys
Urodził się w Redwood City, w stanie Kalifornia. Dorastał w El Paso w stanie Teksas. Razem z bliskim przyjacielem i długoletnim współpracownikiem Omarem Rodríguezem-Lópezem jest członkiem posthardcore'owej kapeli At the Drive-In. Poza tym był wokalistą grupy The Mars Volta.
Teksty Bixlera-Zavali są często abstrakcyjne, niekiedy mogą wydawać się wręcz bezsensownymi. Są mieszanką kontrastujących metafor i groteski. Cedric korzysta z wielu źródeł inspiracji (Werner Herzog, Luis Buñuel, Neu!, Doktor Who, Syd Barrett, a nawet meksykańskie legendy ludowe). Eksperymentuje z tekstami dwujęzycznymi, przechodząc z języka angielskiego na hiszpański wielokrotnie w ciągu jednego utworu. Teksty albumu pt. De-Loused in the Comatorium grupy The Mars Volta zostały zaaranżowane przez Cedrica razem z Jeremym Wardem i oparte są na kanwie krótkiej powieści o tej samej nazwie, napisanej w podobnym metaforycznym stylu.
Bixler-Zavala często wykonuje na scenie salta, macha mikrofonem, tańczy salsę, dla zabawy w sarkastyczny sposób drwi z widowni (będąc jeszcze w At the Drive-In), gra na marakasach.

## Dyskografia

### Razem z Foss
- El Paso Pussycats

### Razem z Los Dregtones
- 5 Song Alibi (1994)

### Razem z The Fall on Deaf Ears
- The Fall on Deaf Ears EP (1996) – EP

### Razem z At the Drive-In
- Hell Paso (1994) – EP
- Alfaro Vive, Carajo! (1995) – EP
- Acrobatic Tenement (1996) – LP
- El Gran Orgo (1997) – EP
- In/Casino/Out (1998) – LP
- Vaya (1999) – EP
- Relationship of Command (2000) – LP
- This Station Is Non-Operational (2005) – kompilacja
- in•ter a•li•a (2017) - LP

### Razem z De Facto
- How Do You Dub? You Fight for Dub, You Plug Dub In (1999/2001) – LP
- 456132015 (2001) – EP
- Megaton Shotblast (2001) – LP
- Légende du Scorpion à Quatre Queues (2001) – LP

### Razem z The Mars Volta
- Tremulant EP (2002) – EP
- De-Loused in the Comatorium (2003) – LP
- Live EP (2003) – EP
- Frances the Mute (2005) – LP
- Scabdates (2005) – LP
- Amputechture (2006) – LP
- The Bedlam in Goliath (2008) – LP
- Octahedron (album) (2009) – LP
- Noctourniquet  (2012) – LP

### Gościnnie
- Decomposition – Thavius Beck
- Plasticity Index – Sand Which Is
- A Manual Dexterity: Soundtrack Volume 1 – Omar Rodríguez-López (2004)
- White People – Handsome Boy Modeling School (2004)
- Omar Rodríguez – Omar Rodríguez-López (2005)
- Blood Mountain – Mastodon (2006)
- I'll Sleep When You're Dead – El-P (2007)
- Se Dice Bisonte, No Bùfalo – Omar Rodríguez-López (2007)